# مشهد روحين
مشهد روحين قرية صغيرة تقع في محافظة إدلب في سوريا، تمتد على مساحة عشرين كيلو مترًا.

## جغرافيا
تقع قرية مشهد روحين فوق هضبة تبعد 7 كم إلى الشمال الغربي من الدانا، يعمل أهلها بالزراعة وأهم مزروعاتها الأشجار المثمرة، الزيتون، التين، الكرمة، الرمان، وبلغ عدد سكانها نهاية عام 2000 (529) نسمة وهم من آل بيت عبد الحي أحد أبناء العلامة الشيخ أحمد الترمانين المدفون في ترمانين وحفيده العلامة الشيخ أحمد الترمانيني مفتي الشافعية بحلب وهو مدفون بالجبيلة، وهي تابعة لقرية ترمانين. منطقة حارم. إن سبب تسميتها بـ (مشهد روحين) هو وجود قبري (قس بن ساعدة الايادي – وشمعون الصفا) فيها، وقد ذكر هذا المشهد ابن العديم في كتابه (بغية الطلب في تاريخ حلب) بما يلي : دير روحين قرية من جبل سمعان، مشهد حسن وفي جانب المسجد منه ثلاثة قبور، قيل إن الأوسط منها قبر قس بن ساعدة الإيادي، والقبرين الآخرين هما قبرا سمعان وشمعون من الحواريين. كما ذكرها البغدادي في كتابه مراصد الاطلاع على أسماء الأمكنة والبقاع.
في القرية مسجد ومدرسة ابتدائية عدد تلاميذها (22) تلميذا وتلميذة، ومن آثارها بقايا كنيسة متهدمة ومدافن تحت الأرض وباب فيلا من القرن السادس، ويعلمنا الهروى عن وجود قبر قس بن ساعدة الأيادي أسقف نجران المتوفي في العام 600 م. فيها مع قبر صاحبين له، رثاهما ودفن معهما في ما بعد.